# Jornada Mundial da Juventude
A Jornada Mundial da Juventude (também conhecida como JMJ, ou originalmente em italiano, Giornata mondiale della gioventù ou GMG) é um evento religioso instituído pelo Papa São João Paulo II em 20 de dezembro de 1985, que reúne milhões de católicos de todo o mundo, sobretudo jovens. Com duração de cerca de uma semana, promove eventos da Igreja Católica para os jovens e com os jovens, especialmente com o intuito de aprender sobre a fé católica, para conhecer melhor a doutrina católica e para construir pontes de amizade e esperança entre continentes, povos e culturas, além de compartilhar entre si a vivência da espiritualidade, mas é sobretudo o testemunho da alegria da fé dos jovens. Durante o evento, acontecem eventos como catequeses, adorações, missas, momentos de oração, palestras, partilhas e shows, tudo em diversas línguas. Apesar de ser organizada pela Igreja Católica, a JMJ é aberta a qualquer pessoa que deseje participar.
Inspirado por grandes encontros de jovens do mundo em eventos especiais ocorridos no Domingo de Ramos em Roma, dos anos de 1984 e 1985, o Papa João Paulo II estabeleceu a Jornada Mundial da Juventude como um evento anual (que passou depois a ser com intervalos de dois ou três anos) com o objetivo de alcançar novas gerações de católicos. Nos anos intermediários, as Jornadas são vividas localmente, no Domingo de Ramos, pelas dioceses ao redor do mundo.
Para cada Jornada, o Papa propõe um tema, normalmente retirado de um versículo bíblico; é produzido um hino baseado nesse tema, são escolhidos patronos, intercessores e um logotipo.
As jornadas costumam reunir grande número de pessoas, e as duas edições em que houve recorde de concentração de peregrinos foi a JMJ 1995, em Manila, Filipinas, que reuniu cerca de 5 milhões de pessoas, uma das maiores concentrações de católicos da história. A JMJ de 2013, realizada no Rio de Janeiro, Brasil, foi a segunda colocada, reunindo cerca de 3,7 milhões de jovens.
| “ | …a esperança de um mundo melhor está numa juventude sadia, com valores, responsável e, acima de tudo, voltada para Deus e para o próximo. | ” |
|   | — São João Paulo II. |   |

## História
Entre 1983 e 1984, no 1950º aniversário da Ressurreição de Jesus, foi realizado em Roma o Ano Santo da Redenção. No programa foi realizado o Jubileu Internacional da Juventude no Domingo de Ramos; naquela ocasião trezentos mil jovens de diversas partes do mundo. Este grande número de jovens causou problemas para alojar todos os peregrinos, e o problema foi sanado graças ao acolhimento de milhares de famílias romanas. Em virtude disso, o Papa João Paulo II deu uma cruz de madeira apresentada aos jovens "Queridos jovens, no final do Ano Santo, confio-vos à natureza do Jubileu: a Cruz de Cristo. Levem-na para o mundo como um símbolo do amor de Cristo para com as pessoas e preguem a todos que só com a morte e ressurreição, há a salvação e a redenção de Cristo". Desde então, a cruz peregrina, participa de vigílias internacionais e visitou dezenas de países em todos os continentes em todas as Jornadas.
O ano de 1985 foi proclamado o Ano Internacional da Juventude. João Paulo II teve a oportunidade de repetir a experiência do ano anterior, promovendo um novo encontro, novamente no Domingo de Ramos. Nesta ocasião, o Papa estabeleceu oficialmente a Jornada Mundial da Juventude, com a primeira ideia de ser comemorado anualmente apenas uma semana antes da Páscoa. Contudo, a instituição oficial da JMJ pelo Papa João Paulo II só ocorreria em 20 de dezembro de 1985, e a primeira JMJ ocorreria no Domingo de Ramos de 1986.
A partir de então, passou a ser organizada a cada dois anos, como regra geral (algumas, a partir da Jornada Mundial da Juventude de 2000, ocorreram com três anos de intervalo). Cada evento é organizado em diferentes cidades do mundo. Desde então, o departamento do Vaticano responsável pela organização e coordenação das Jornadas Mundiais da Juventude é o Pontifício Conselho para os Leigos, cuja "Seção Juventude" foi criada para este fim, em 1985.

## Símbolos

### A cruz
A Cruz da JMJ ficou conhecida por diversos nomes: Cruz do Ano Santo, Cruz do Jubileu, Cruz da JMJ, Cruz Peregrina ou Cruz dos Jovens, porque ela foi entregue pelo papa João Paulo II aos jovens para que a levassem por todo o mundo, a todos os lugares e a todo tempo.
A cruz de madeira tem 3,8 metros e foi construída e entregue aos jovens como um símbolo do amor de Cristo pela humanidade. Quem a recebeu, em nome de toda a juventude foram os jovens do Centro Juvenil Internacional São Lourenço em Roma. Estas foram as palavras do Papa naquela ocasião:
| “ | Queridos jovens, no final do Ano Santo, confio-vos à natureza do Jubileu: a Cruz de Cristo. Levem-na para o mundo como um símbolo do amor de Cristo para com as pessoas e preguem a todos que só com a morte e ressurreição, há a salvação e a redenção de Cristo. | ” |
|   | — São João Paulo II, Roma - 1984. |   |

Desde 1984, a Cruz da JMJ peregrinou pelo mundo, através da Europa, além da Cortina de Ferro, e para locais das Américas, Ásia, África e Oceania, estando presente em cada celebração internacional da Jornada Mundial da Juventude. Em 1994 a Cruz começou um compromisso que, desde então, se tornou uma tradição: sua jornada anual pelas dioceses do pais sede de cada JMJ internacional, como um meio de preparação espiritual para o grande evento.

### O Ícone de Nossa Senhora
Em 2003, o Papa João Paulo II deu aos jovens um segundo símbolo de fé para ser levado pelo mundo, acompanhando a Cruz da JMJ: o Ícone de Nossa Senhora, também conhecido como Salus Populi Romani, uma cópia contemporânea de um antigo e sagrado ícone encontrado na primeira e maior basílica para Maria a Mãe de Deus, no ocidente, Santa Maria Maior.
| “ | Hoje eu confio a vocês... o ícone de Maria. De agora em diante, ele vai acompanhar as Jornadas Mundiais da Juventude, junto com a cruz. Contemplem a sua Mãe! Ele será um sinal da presença materna de Maria próxima aos jovens que são chamados, como o apóstolo João, a acolhê-la em suas vidas. | ” |
|   | — Papa João Paulo II, Roma - 18ª Jornada Mundial da Juventude, 2003. |   |

O Papa Bento XVI, continuando o legado de seu predecessor, falou na cerimônia de entrega da Cruz e do Ícone da JMJ de um grupo de jovens alemães para uma delegação de jovens australianos no Domingo de Ramos de 2006, enfatizando porque o Ícone de Maria acompanha a peregrinação, junto com a Cruz da JMJ.
| “ | Nossa Senhora esteve presente no cenáculo com os Apóstolos quando eles estavam esperando por Pentecostes. Que ela seja vossa mãe e guia. Que ela vos ensine a receber a palavra de Deus, a valorizá-la e meditá-la em seu coração (Lucas 2:19) como ela fez com sua vida. Que ela possa encorajar-vos a dizer o vosso "sim" ao Senhor ao viver "a obediência da fé". Que ela possa ajudar-vos a permanecer fortes na fé, constantes na esperança, perseverantes na caridade, sempre atentos à palavra de Deus. Ao observarmos Maria no Ícone carregando seu Filho, ela nos ensina como levá-lo para o mundo. | ” |
|   | — Papa Bento XVI, 2006. |   |

## Escolha da cidade-sede
A escolha da sede do evento é feita pelo Dicastério para os Leigos, a Família e a Vida, em conjunto com a opinião do Papa. Até 2023, após aproximadamente quatro décadas de existência, a Jornada já havia sido realizada em quatro continentes — a única que ainda não havia sediado o evento era a África. A primeira vez realizada na Europa foi Roma, em 1986; na América foi Buenos Aires, em 1987; Manila, foi a primeira vez da Ásia, em 1995; e a Oceania viu a Jornada pela primeira vez em Sydney, em 2008.
O historiador francês Charles Mercier, que é professor de História Contemporânea na Universidade de Bordeaux, e que escreve bastante sobre a JMJ, afirma que o processo de escolha do país-sede evoluiu ao longo do tempo. Inicialmente, o então Papa João Paulo II era quem fazia a escolha, como as edições de 1989, em Santiago de Compostela, Espanha, e a de 1991 em Czestochowa, na Polônia. Contudo, a edição polonesa teve uma organização conturbada devido à falta de recursos logísticos na então Diocese de Czestocowa, hoje elevada a arquidiocese. A partir da JMJ 1993, realizada em Denver, nos Estados Unidos, o processo se tornou mais complexo, especialmente por conta da importância dada pelo Vaticano em envolver todas as dioceses do país anfitrião na preparação de um evento de tal dimensão.
A elegibilidade da sede leva em consideração uma gama de critérios, começando com o potencial da diocese anfitriã, da qual é exigida capacidade financeira e logística de infraestrutura, hospedagem, transporte e segurança, para sediar tal evento. Isso explica porque, apesar da proposta de uma rotatividade entre os continentes, os países africanos ainda não conseguiram sediar uma JMJ. Além disso, o país anfitrião deve ser livre, democrático e contar com a colaboração das autoridades públicas. Essas condições são necessárias para se garantir o bom andamento do evento e a livre circulação dos peregrinos. Quando vários projetos precisam ser avaliados, é feito um processo semelhante ao da escolha das sedes dos Jogos Olímpicos: especialistas vão até o local para avaliar as candidaturas antes da decisão. Ao final dessas avaliações a escolha fica a critério do Dicastério para os Leigos, a Família e a Vida, em conjunto com a opinião do Papa.

## Eventos que fazem parte da Jornada

### Pré-Jornadas
Uma Pré-Jornada envolve todos os eventos anteriores a uma Jornada Mundial da Juventude, com o objetivo de preparação espiritual ao evento.
- Em primeiro lugar, as peregrinações da Cruz e do Ícone de Nossa Senhora, símbolos das jornadas, pelas dioceses e arquidioceses do país, atendendo a todas as regiões até chegar na cidade-sede nos últimos dias antes da semana da JMJ. No Brasil, em função da JMJ-Rio2013, essas peregrinações levaram o nome "Bote Fé Brasil".

- Em segundo lugar, os "Dias nas Dioceses", ou seja, dias anteriores ao evento nos quais os jovens estrangeiros ficam em outras cidades do país anfitrião para conhecer as culturas regionais e orar junto a essa comunidade. A ideia dos Dias nas Dioceses surgiu com a JMJ de Paris, em 1997, e tem caráter opcional na jornada, porém facilita a evangelização dos jovens. No Brasil, em função da JMJ-Rio2013, esses dias levaram o nome "Semana Missionária" devido ao viés de missão, no qual o jovem contribui na evangelização da juventude.[26]

## Aspectos culturais e tradições
A Jornada Mundial da Juventude é um direcionada ao público jovem, porém com a dimensão católica de oração e de evangelização. Possui, como forte aspecto cultural, a presença e a unidade entre inúmeras nações e culturas diferentes: conhecer essas culturas, principalmente a do país anfitrião, e perceber o desaparecimento de fronteiras através da fé em comum. No entanto, o motivo principal do evento não é tal aspecto cultural nem a presença do Papa, mas sim um encontro espiritual segundo a fé católica em Jesus Cristo. O Papa Bento XVI, em seu balanço à Cúria Romana, criticou a tendência de a JMJ ser vista como um simples festival de rock eclesial, pois o evento é uma "festa que só surgiu após um longo caminho exterior e interior, tornando-se uma festa da fé em Cristo".
Tradicionalmente, os jovens levam para o evento bandeiras de seus países (ou também de seus estados/províncias quando é da nação-sede) para mostrar sua presença nos eventos e facilitar a identificação dos grupos. Levam também bandeiras ou outras declarações nacionais de grupos, movimentos ou pastorais de que participam, proclamando suas músicas próprias e nacionais, lemas e metas dentro da Igreja Católica. Outra tradição no evento é a troca de bandeiras, camisetas, artigos religiosos (cruzes, ícones, terços, bótons e outros) e outros artigos, como forma de iniciar novas amizades e promover o acolhimento entre as culturas. Conversas sobre a realidade do país dos outros jovens é muito comum e existe um grande intercâmbio cultural e social. Há também como tradição a peregrinação dos jovens, que devem se deslocar a pé para as catequeses da semana (locais próximos aos alojamentos) e para o local da Vigília e da Missa de Envio (normalmente distante em cerca de 10 quilômetros). E ainda, a tradição da acolhida ao Papa, que inclui sua aparição pública, desde a corrida do papamóvel até o encerramento do evento com a Missa de Envio.

## Edições

### PapaSão João Paulo II

#### Roma 1986
A primeira edição foi realizada em Roma, em 23 de março de 1986. Na ocasião, João Paulo II dirigiu-se aos jovens de todo o mundo com a seguinte frase: "Sempre prontos a dar testemunho da esperança que há em vós, dando, assim, a indicação a todos de que para o próximo ano não estará de volta a Roma, mas em Buenos Aires". A jornada a partir de agora será realizada nos anos ímpares em uma cidade ao redor do mundo, previamente escolhida pela cúpula da igreja.

#### Buenos Aires 1987
Em 1987, os jovens foram convocados a Buenos Aires, onde 1 milhão de participantes ouviram as mensagens do Papa, como esta:
| “ | Repito ante vós o que venho dizendo desde o primeiro dia do meu pontificado: que vós sois a esperança do Papa, a esperança da Igreja. | ” |
|   | — João Paulo II - JMJ 1987. |   |

#### Santiago de Compostela 1989
Dois anos depois, 600 mil jovens foram em peregrinação à cidade espanhola de Santiago de Compostela.

#### Częstochowa 1991
Em 1991, 1,5 milhão pessoas participaram da Jornada no santuário mariano da cidade polonesa de Częstochowa e o Papa João Paulo II foi o primeiro Papa a falar em esperanto. Depois da queda do Muro de Berlim, essa foi a primeira ocasião em que os jovens do Leste Europeu puderam participar livremente do evento.

#### Denver 1993
Meio milhão de jovens encontraram o Papa João Paulo II em 1993, na cidade americana de Denver, diante do impressionante cenário das Montanhas Rochosas.

#### Manila 1995
Em termos absolutos, este foi um dos maiores encontros católicos de todos os tempos. Mais de 4 milhões de jovens do mundo todo se reuniram em Manila, capital das Filipinas. O tema desta jornada foi "Assim como o Pai me enviou, também Eu vos envio" (João 20:21).

#### Paris 1997
Em 1997, foram muitos jovens que responderam ao convite do Papa para a Jornada em Paris, que terminou com um evento reunindo quase um milhão de pessoas.

#### Roma 2000
O Jubileu do ano 2000 é considerado especial, pois foi durante a celebração dos 2000 anos do nascimento de Jesus Cristo o que se refletiu na escolha do tema para as celebrações do evento. A Jornada de 2000 é marcada também pelo hino "Emmanuel": cantado originalmente em italiano, inglês, francês e espanhol, este hino acabou se tornando o "hino de todas as jornadas". Aproximadamente 2,5 milhões de jovens, segundo a imprensa local, reuniram-se em Roma para um novo encontro com o Papa.

#### Toronto 2002
A cidade canadense de Toronto foi a sede da jornada de 2002, onde 800 mil peregrinos encontraram-se para a última Jornada com  São João Paulo II ainda em vida. O Papa lembrou a todos que o espírito jovem é algo que não pode ser sufocado:
| “ | Vós sois jovens e o Papa é idoso, e ter 82 ou 83 anos não é a mesma coisa que ter 22 ou 23. Todavia, ele continua a identificar-se plenamente com as vossas esperanças e as vossas aspirações. Juventude de espírito, juventude de espírito! Embora eu tenha vivido no meio de muitas trevas, sob duros regimes totalitários, tive suficientes motivos para me convencer de maneira inabalável de que nenhuma dificuldade e nenhum temor é tão grande a ponto de poder sufocar completamente a esperança que jorra sem cessar no coração dos jovens. | ” |
|   | — João Paulo II - JMJ 2002. |   |

### PapaBento XVI

#### Colónia 2005
A Jornada entre os dias 16 e 21 de Agosto de 2005 em Colónia, na Alemanha (Jornada Mundial da Juventude de 2005, Weltjugendtag Köln 2005 em alemão), foi a primeira após a morte do Papa João Paulo II. O evento foi presidido pelo Papa Bento XVI naquela que foi a primeira viagem ao seu país natal e também internacional do seu pontificado. Mais de um milhão de jovens se ajoelharam junto com o Papa na vigília de 20 de agosto. Na Missa de Envio de 21 de agosto, Thomas Gabriel (compositor e músico alemão) apresentou pela primeira vez a Missa mundi (Missa Mundial), com cada uma das cinco obras, cuja instrumentação representa cada um dos continentes, e instrumentação: o Kyrie é europeu influenciado pelo estilo de J. S. Bach, o Gloria sul-americano com flautas de pã e instrumentos de corda, o Credo com a participação de uma sitara, e o Sanctus africano com tambores, e um Agnus Dei com base na melodia de um didjeridu.

#### Sydney 2008
Em 15 de julho de 2008, em Sydney na Austrália, iniciou-se a Jornada Mundial da Juventude de 2008 sob o tema: "Recebereis a força do Espírito Santo, que virá sobre vós, e sereis Minhas testemunhas" (Atos 1:8).

#### Madrid 2011
De 16 a 21 de agosto de 2011, Madrid reuniu cerca de 1,5 milhão de jovens para a Jornada Mundial da Juventude de 2011, com o tema "Arraigados e edificados em Cristo, firmes na fé" (Colossenses 2:7).

### Papa Francisco

#### Rio de Janeiro 2013
No dia 21 de agosto de 2011, ao concluir a Missa de envio no aeródromo de Quatro Ventos em Madrid (Espanha), o Papa Bento XVI anunciou que a seguinte Jornada Mundial da Juventude seria na cidade do Rio de Janeiro, Brasil. Ao fazer o esperado anúncio, o Santo Padre disse:
| “ | Agrada-me anunciar agora que a sede da próxima Jornada Mundial da Juventude, em 2013, será o Rio do Janeiro(...)Peçamos ao Senhor desde este instante que assista com sua força a quantos deverão pô-la em marcha e aplaine o caminho para os jovens de todo o mundo para que possam reunir-se novamente com o Papa nessa bela cidade brasileira(...)Antes de nos despedirmos e depois que os jovens da Espanha entreguem aos do Brasil a cruz das Jornadas Mundiais da Juventude, como Sucessor de Pedro confio todos os aqui presentes esta grande tarefa: levem o conhecimento e o amor de Cristo por todo mundo | ” |
|   | — Papa Bento XVI - JMJ 2011. |   |

A JMJ do Rio de Janeiro foi a primeira com a participação do Papa Francisco. O evento reuniu 3,7 milhões de fiéis e é considerado pelo RankBrasil – Recordes Brasileiros, o maior evento católico da história do país.

#### Cracóvia 2016
| As três figuras da Jornada Mundial da Juventude de 2016: A pintura de Jesus Misericordioso, a Santa Faustina e São João Paulo II |
| As três figuras da Jornada Mundial da Juventude de 2016: A pintura de Jesus Misericordioso, a Santa Faustina e São João Paulo II |

A cidade polonesa de Cracóvia foi anunciada como sede da Jornada Mundial da Juventude de 2016, no final da Missa de Envio no Rio de Janeiro. Devido a uma alteração no calendário das jornadas, a Cruz Peregrina e o Ícone de Nossa Senhora foram entregues aos poloneses no Domingo de Ramos de 2014, em Roma. O tema da JMJ em Cracóvia fora anunciada pelo Papa que seria baseada nas bem-aventuranças do Evangelho, tal como as Jornadas Arquidiocesanas precedentes que serviriam de preparação para o evento em 2016. O lema foi "Bem-aventurados os misericordiosos, porque encontrarão misericórdia" (Mateus 5:7), pois estas mesmas jornadas mundiais decorreram na cidade das revelações da Divina Misericórdia a Santa Faustina.

#### Panamá 2019
Foi anunciado pelo Papa Francisco no final da Jornada Mundial da Juventude de 2016, que o próximo evento ocorreria na Cidade do Panamá.  Pela quinta vez, o evento ocorreu em uma cidade americana, sendo a primeira na América Central, contando cerca de 600 mil participantes.

#### Lisboa 2023
Foi anunciado pelo Papa Francisco, no final da Jornada Mundial da Juventude de 2019, que o próximo evento ocorreria na cidade de Lisboa, capital de Portugal. O evento realizou-se entre 1 e 6 de Agosto de 2023, com dois locais em destaque: o Parque Eduardo VII (Missa de Abertura, Festa de Recepção ao Papa e Via-Sacra) e o Parque Tejo (Vigília e Missa de Envio), contando com 1,5 milhão de pessoas.
Foram consideradas pelo Papa Francisco as mais bem organizadas em que participou.

### Papa Leão XIV

#### Seul 2027
No dia 6 de agosto, pelas 8 horas da manhã, um padre sul coreano, confirmou que o seu país irá receber a próxima jornada mundial da juventude. (transmitido em direto pela RTP1, a host oficial do evento)
Confirmado pelo Papa Francisco na missa final das jornadas mundiais da juventude em Lisboa. Será realizada em Seul em 2027, agora de 4 em 4 anos.

### Resumo das Jornadas
Fonte: Vaticano
| Edição | Ano  | Data             | Sede                              | Público   | Tema e Hino | Papa          | Notas |
| 0      | 1984 | 15 de abril      | Roma/Vaticano, · Itália/ Vaticano | 300 000   | - Ano Santo da Redenção: Uma festa de esperança - Resta qui con noi                                                      | João Paulo II | - Santa Missa realizada na Praça de São Pedro - Papa João Paulo II confia a Cruz da JMJ à Juventude. |
| I      | 1985 | 31 de março      | Roma/Vaticano, · Itália/ Vaticano | 350 000   | Ano Internacional da Juventude                                                                                           | João Paulo II | - Santa Missa realizada na Praça de São Pedro |
| II     | 1987 | 11–12 de abril   | Buenos Aires, · Argentina         | 1 000 000 | - "Assim conhecemos o Amor que Deus tem por nós e confiamos nesse Amor" (I João 4:16) - Un Nuevo Sol                     | João Paulo II | - Primeira JMJ fora da Europa - Missa de Encerramento realizada na Avenida 9 de Julho |
| IV     | 1989 | 19–20 de agosto  | Santiago de Compostela, · Espanha | 600 000   | - "Eu sou o Caminho, a Verdade e a Vida" (Jo 14,6) - Somos los Jóvenes del 2000                                          | João Paulo II | - Missa de Encerramento realizada no Monte do Gozo |
| VI     | 1991 | 10–15 de agosto  | Częstochowa, · Polónia            | 1 500 000 | - "Vocês receberam o Espírito que os adota como filhos" (Rm 8,15) - Abba Ojcze                                           | João Paulo II | - Missa de Encerramento realizada no Monastério de Jasna Góra |
| VIII   | 1993 | 10–15 de agosto  | Denver, · Estados Unidos          | 900 000   | - "Eu vim para que tenham Vida, e a tenham plenamente" (Jo 10,10) - We Are One Body                                      | João Paulo II | - Missa de Encerramento realizada no Parque Estadual de Cherry Creek - Primeira JMJ na América do Norte |
| X      | 1995 | 10–15 de janeiro | Manila, · Filipinas               | 4 000 000 | - "Assim como o Pai me enviou, também Eu vos envio" (Jo 20,21) - Tell the World of His Love                              | João Paulo II | - Missa de Encerramento realizada no Luneta Park, a maior concentração de pessoas em Jornadas Mundiais. - Primeira JMJ na Ásia |
| XII    | 1997 | 19–24 de agosto  | Paris, França                     | 1 200 000 | - "Mestre, onde moras? Vinde e vereis" (Jo 1,38-39) - Maître et Seigneur, Venu chez nous                                 | João Paulo II | - Missa de Encerramento realizada no Hipódromo de Longchamp |
| XV     | 2000 | 15–20 de agosto  | Roma/Vaticano, · Itália/ Vaticano | 2 000 000 | - "E o Verbo se fez Carne e habitou entre nós" (Jo 1,14) - Emmanuel                                                      | João Paulo II | - Missa de Encerramento realizada na Universidade de Roma Tor Vergata - Realizada pela ocasião do Jubileu de 2000 |
| XVII   | 2002 | 23–28 de julho   | Toronto, · Canadá                 | 800 000   | - "Vós sois o sal da terra... Vós sois a luz do mundo" (Mt 5,13-14) - Lumière du Monde/Light of the World                | João Paulo II | - Missa de Encerramento realizada no Parque Downsview - Última JMJ com a presença do Papa João Paulo II - Primeira JMJ no Canadá |
| XX     | 2005 | 16–21 de agosto  | Colônia, · Alemanha ·             | 1 200 000 | - "Viemos adorá-Lo" (Mt 2,2) - Venimus Adorare Eum                                                                       | Bento XVI     | - Missa de Encerramento realizada no Marienfeld - Primeira JMJ com a presença do Papa Bento XVI |
| XXIII  | 2008 | 15–20 de julho   | Sydney, · Austrália               | 500 000   | - "Recebereis a força do Espírito Santo, que virá sobre vós, e sereis Minhas testemunhas" (Atos 1:8) - Receive the Power | Bento XVI     | - Missa de Encerramento realizada no Hipódromo de Randwick - Primeira JMJ na Oceania e segunda no Hemisfério Sul |
| XXVI   | 2011 | 16–21 de agosto  | Madrid, · Espanha                 | 1 500 000 | - "Enraizados e edificados em Cristo... firmes na Fé" (Cl 2,7) - Firmes en la Fe                                         | Bento XVI     | - Missa de Encerramento realizada no Aeroporto de Cuatro Vientos - Última JMJ com a presença do Papa Bento XVI - Espanha se torna o primeiro país (fora do Vaticano/Itália) a sediar a JMJ duas vezes.                                                                        |
| XXVIII | 2013 | 23–28 de julho   | Rio de Janeiro, · Brasil          | 3 700 000 | - "Ide e fazei discípulos entre todas as nações" (Mt 28,19) - Esperança do Amanhecer                                     | Francisco     | - Missa de Encerramento realizada na Praia de Copacabana - JMJ retorna à América do Sul depois de mais de duas décadas - Primeira JMJ com a presença do Papa Francisco |
| XXXI   | 2016 | 26–31 de julho   | Cracóvia, · Polónia               | 2 500 000 | - "Bem-aventurados os que são misericordiosos, porque encontrarão misericórdia" (Mateus 5:7) - Błogosławieni miłosierni  | Francisco     | - Após 25 anos a JMJ retorna a Polônia - A Polônia se torna o terceiro país a sediar o evento em duas edições - Essa JMJ foi uma homenagem a São João Paulo II, a Santa Faustina Kowalska e ao culto da Divina Misericórdia - Missa realizada em Brzegi, Condado de Wieliczka |
| XXXIV  | 2019 | 22–27 de janeiro | Cidade do Panamá, · Panamá.       | 600 000   | - "Eis a serva do Senhor, faça-se em mim segundo a tua palavra" (Lucas 1:38) - Hágase en mí, según tu palabra            | Francisco     | - Foi a primeira JMJ na América Central - Missa realizada no Parque Metropolitano no distrito Juan Díaz |
| XXXVII | 2023 | 01-06 de agosto  | Lisboa, · Portugal.               | 1 500 000 | "Maria levantou-se e partiu apressadamente" (Lucas 1:39)                                                                 | Francisco     | Marcada inicialmente para 2022, a JMJ foi adiada para 2023 devido à Pandemia de COVID-19 |
| XLI    | 2027 | 03-08 de Agosto  | Seul, Coreia do Sul               |           | ”Coragem , eu venci o mundo”                                                                                             | Leão XIV      | |

## Jornadas Diocesanas da Juventude
As Jornadas Diocesanas da Juventude (abreviado em JDJ) são realizadas a nível regional e diocesano sempre no Domingo de Ramos e com um tema diferente para meditar. Uma vez que a JDJ acontece no Domingo de Ramos, o evento quase sempre inclui a tradicional Missa de Ramos, ou Missa do Domingo da Paixão, quando se comemora a chegada triunfal de Jesus a Jerusalém. Música, oração, oportunidades de confissão e adoração ao Santíssimo Sacramento também podem fazer parte da celebração das Jornadas Diocesanas.
| Data                | Tema |
| ------------------- | --- |
| 23 de março de 1986 | Estejam sempre preparados para responder a qualquer que lhes pedir a razão da vossa esperança. I Pedro 3:15 |
| 27 de março de 1988 | Fazei o que Ele vos disser. João 2:5                                                                        |
| 8 de abril de 1990  | Eu sou a videira, vós sois os ramos. João 15:5                                                              |
| 12 de abril de 1992 | Ide por todo o mundo e pregai o Evangelho. Marcos 16:15                                                     |
| 27 de março de 1994 | Como o Pai me enviou, também Eu vos envio a vós. João 20:21                                                 |
| 31 de março de 1996 | Senhor, para quem iremos nós? Tu tens as palavras da vida eterna. João 6:68                                 |
| 5 de abril de 1998  | O Espírito Santo vos ensinará todas as coisas. João 14:26                                                   |
| 28 de março de 1999 | O Pai vos ama. João 16:27                                                                                   |
| 8 de abril de 2001  | Se alguém quer vir depois de mim, negue a si mesmo, tome cada dia a sua cruz, e siga-Me. Lucas 9:23         |
| 13 de abril de 2003 | Eis aí a tua mãe! João 19:27                                                                                |
| 4 de abril de 2004  | Queremos ver Jesus. João 12:21                                                                              |
| 9 de abril de 2006  | A tua palavra é lâmpada para os meus pés e luz para o meu caminho. Salmos 119:105                           |
| 1° de abril de 2007 | Como eu vos amei, assim amai-vos também uns aos outros. João 13:34                                          |
| 5 de abril de 2009  | Colocamos nossa esperança no Deus vivo. I Timóteo 4:10                                                      |
| 28 de março de 2010 | Bom Mestre, o que devo fazer para ganhar a vida eterna? Marcos 10:17                                        |
| 1° de abril de 2012 | Alegrai-vos sempre no Senhor. Filipenses 4:4                                                                |
| 13 de abril de 2014 | Bem-aventurados os pobres de espírito, porque deles é o Reino do Céu. Mateus 5:3                            |
| 29 de março de 2015 | Bem-aventurados os puros de coração, porque verão a Deus. Mateus 5:8                                        |